# Вергун Ростислав Миколайович
Ростислав Миколайович Вергун (біл. Расціслаў Мікалаевіч Вяргун; нар. 26 березня 1982, Чернігів) — білоруський баскетболіст, який грав на позиції атакувального захисника. Після закінчення кар'єри гравця — білоруський баскетбольний тренер, з 2019 року очолює тренерський штаб команди «Цмокі-Мінськ» та збірної Білорусі.

## Кар'єра баскетболіста
Ростислав Вергун розпочав займатися баскетболом у Могильові, першим його тренером була Алла Георгіївна Вергун. Розпочав грати в командах РШВСМ-РУОР і «Темп-ОШВСМ». Навчався в американському університеті «Бірмінгем-Саутерн». Після повернення до Білорусі з 2004 до 2008 року знову грав за могильовський «Темп-ОШВСМ».
У 2008—2012 роках Ростислав Вергун грав у складі клубу «Мінськ-2006», неодноразово вигравав з ним чемпіонат и Кубок Білорусі.
Завершив кар'єру гравця в 2012 році, проте в сезоні 2013—2014 років, коли він був головним тренером клубу «Борисфен», у зв'язку з проблемами з фінансуванням він був вимушений виходити на майданчик як гравець.
Ростислав Вергун також грав у Непрофесійній баскетбольній лізі Білорусі за клубы БІТ у 2015 році і «Віталюр» у 2015—2016 роках, став чемпіоном НБЛ у сезоні 2015—2016 років, і бронзовим призером у сезоні 2014—2015 років.

## Тренерська кар'єра
Тренерську кар'єру Ростислав Вергун розпочав у 2012 році як головний тренер клубу «Борисфен». У серпні 2014 року Вергуна призначили на пост асистента головного тренера клубу «Цмокі-Мінськ». У 2017 році його призначили головним тренером резервної команди «Цмокі-Мінськ», з якою виграв Кубок Білорусі у 2017 році і чемпіонат Білорусі в сезоні 2017—2018 років.
У січні 2019 року Вергуна призначили головним тренером клубу «Цмокі-Мінськ», з яким неодноразово вигравав чемпіонат і Кубок Білорусі.
У грудні 2019 року Ростислав Вергун одночасно призначений головним тренером збірної Білорусі.
За опитуванням газети «Прессбол» визнаний кращим баскетбольним тренером Білорусі 2020 року, та кращим чоловічим баскетбольним тренером Білорусі 2021 року.

## Титули та досягнення

### Як гравця
- Чемпіон Білорусі (4): 2008—2009, 2009—2010, 2010—2011, 2011—2012.
- Володар Кубка Білорусі (2): 2009, 2011

### Як тренера
- Чемпіон Білорусі (4): 2017—2018, 2018—2019, 2019—2020, 2020—2021.
- Володар Кубка Білорусі (4): 2017, 2019, 2020, 2021.
- Срібний призер Міжнародного студентського баскетбольного кубка: 2018